# Poul Christiansen
Poul Christiansen, född 1947, är en dansk industridesigner.
Poul Christiansen var verksam i Danmark från början av 1980-talet och startade 1987 tillsammans med Boris Berlin Komplot design för uppdrag inom industridesign, möbelformgivning, grafisk design med mera. 